# Marian Michalski
Marian Michalski (ur. 7 lipca 1936 w Załoźcach, zm. 19 września 2018 w Jeleniej Górze) – polski polityk, nauczyciel akademicki, poseł na Sejm II kadencji.

## Życiorys
W 1971 ukończył studia na Wydziale Wychowania Fizycznego Wyższej Szkoły Wychowania Fizycznego we Wrocławiu. Następnie uzyskał stopień doktora nauk o kulturze fizycznej. Specjalizował się w antropologii sportowej, fizjologii sportu i morfologii funkcjonalnej. Był zatrudniony w Karkonoskiej Państwowej Szkole Wyższej w Jeleniej Górze, pełnił funkcję sekretarza Karkonoskiego Towarzystwa Naukowego.
Należał do Zjednoczonego Stronnictwa Ludowego. Był posłem II kadencji wybranym z listy Polskiego Stronnictwa Ludowego w okręgu jeleniogórskim. W 1998 kandydował do sejmiku dolnośląskiego. Pozostał działaczem PSL, był wybierany do miejskich władz tej partii. Odznaczony Krzyżem Komandorskim Orderu Odrodzenia Polski (1999). Otrzymał także tytuł „Zasłużonego dla Karkonoskiej Państwowej Szkoły Wyższej w Jeleniej Górze”.
Pochowany na nowym cmentarzu komunalnym w Jeleniej Górze.